# Зелена конкурентоспроможність
Зелена конкурентоспроможність - здатність підприємства формувати та ефективно використовувати зелені конкурентні переваги (екологізацію бізнес-процесів, інструменти зеленого маркетингу і менеджменту, нормативну база, що впорядковує екологічну діяльність підприємств, інклюзію стейкхолдерів, зелену інфраструктуру), їх конвергентні й комплементарні ефекти, що забезпечують сталий розвиток підприємств, розширення конкурентних позицій підприємства на ринку, підвищення інвестиційної привабливості та капіталізації, формування екологічного бренда. 